# Megaselia arizonensis
Megaselia arizonensis är en tvåvingeart som först beskrevs av Malloch 1912.  Megaselia arizonensis ingår i släktet Megaselia och familjen puckelflugor.
Artens utbredningsområde är Arizona. Inga underarter finns listade i Catalogue of Life.